# Campionato mondiale femminile under 20 di calcio 2012
Il Campionato mondiale femminile under 20 di calcio 2012, sesta edizione della manifestazione, si è disputato in Giappone dal 19 agosto all'8 settembre 2012. Gli Stati Uniti hanno vinto il titolo per la terza volta, battendo in finale la Germania campione in carica.

## Scelta del paese organizzatore
In un primo tempo il Vietnam aveva ottenuto il diritto di organizzare il torneo. In seguito si è dovuto ritirare a causa del mancato supporto da parte del governo.
La FIFA ha chiesto così alla Nuova Zelanda di tenersi pronta come paese di riserva, ma a seguito dell'assegnazione alla Nuova Zelanda del Campionato mondiale Under-20 2015, il 3 marzo 2011 la FIFA ha assegnato l'organizzazione all'Uzbekistan.
Nell'incontro svoltosi a Tokyo il 18 dicembre 2011, il Comitato esecutivo della FIFA ha deciso infine di sottrarre l'organizzazione all'Uzbekistan a causa di "una serie di problemi logistici e tecnici", annunciando che il Giappone sarebbe stato candidato come nuovo paese organizzatore. La scelta del Giappone è stata ufficializzata l'8 febbraio 2012.

## Stadi
Il 31 marzo 2012, la FIFA ha annunciato i cinque stadi scelti per il torneo.
| Rifu Saitama Tokyo Kōbe Hiroshima | Rifu             | Saitama              | Tokyo            | Kōbe                              | Hiroshima          |
| --------------------------------- | ---------------- | -------------------- | ---------------- | --------------------------------- | ------------------ |
| Rifu Saitama Tokyo Kōbe Hiroshima | Miyagi Stadium   | Urawa Komaba Stadium | Stadio Olimpico  | Kobe Universiade Memorial Stadium | Hiroshima Big Arch |
| Rifu Saitama Tokyo Kōbe Hiroshima | Capienza: 49,133 | Capienza: 21,500     | Capienza: 48,000 | Capienza: 45,000                  | Capienza: 50,000   |
| Rifu Saitama Tokyo Kōbe Hiroshima |                  |                      |                  |                                   |                    |

## Squadre qualificate
| Confederazione                            | Torneo di qualificazione                   | Qualificata/e                     |
| ----------------------------------------- | ------------------------------------------ | --------------------------------- |
| AFC (Asia)                                | Campionato asiatico Under-19 2011          | Corea del Nord Cina Corea del Sud |
| CAF (Africa)                              | Coppa delle Nazioni Africane Under-20 2012 | Ghana Nigeria                     |
| CONCACAF (Nord, Centro America & Caraibi) | Campionato nordamericano Under-20 2012     | Stati Uniti Canada Messico        |
| CONMEBOL (Sud America)                    | Campionato sudamericano Under-20 2012      | Brasile Argentina                 |
| OFC (Oceania)                             | Campionato oceaniano Under-20 2012         | Nuova Zelanda                     |
| UEFA (Europa)                             | Campionato Europeo Under-19 2011           | Germania Norvegia Svizzera Italia |
| Nazione ospitante                         | Nazione ospitante                          | Giappone                          |

## Fase a gironi

### Gruppo A
| Pos. | Squadra       | Pt | G | V | N | P | GF | GS | DR |
| ---- | ------------- | -- | - | - | - | - | -- | -- | -- |
| 1.   | Giappone      | 7  | 3 | 2 | 1 | 0 | 10 | 3  | +7 |
| 2.   | Messico       | 6  | 3 | 2 | 0 | 1 | 7  | 4  | +3 |
| 3.   | Nuova Zelanda | 4  | 3 | 1 | 1 | 1 | 4  | 7  | -3 |
| 4.   | Svizzera      | 0  | 3 | 0 | 0 | 3 | 1  | 8  | -7 |

| Arbitro: | Abirami Apbai |

|                       |           |                |
| Millynn 39’ White 52’ | Marcatori | 90+1’ Aigbogun |

| Arbitro: | Christine Baitinger |

|                                                           |           |              |
| Shibata 32’ Naomoto 56’ Yōkoyama 77’ Y. Tanaka 89’ (rig.) | Marcatori | 90+1’ Huerta |

| Arbitro: | Ana Marques |

|                          |           |  |
| Huerta 46’ Jiménez 90+1’ | Marcatori |  |

| Arbitro: | Silvia Tea Spinelli |

|                             |           |                             |
| Y. Tanaka 37’ Michigami 71’ | Marcatori | 11’ (aut.) Nakada 15’ White |

| Arbitro: | Teodora Albon |

|                                                   |           |  |
| Huerta 37’ Gómez Junco 74’ Franco 85’ Jiménez 87’ | Marcatori |  |

| Arbitro: | Margaret Domka |

|  |           |                                                     |
|  | Marcatori | 30’, 47’ Y. Tanaka 52’ Nishikawa 84’ (rig.) Naomoto |

### Gruppo B
| Pos. | Squadra       | Pt | G | V | N | P | GF | GS | DR |
| ---- | ------------- | -- | - | - | - | - | -- | -- | -- |
| 1.   | Nigeria       | 7  | 3 | 2 | 1 | 0 | 7  | 1  | +6 |
| 2.   | Corea del Sud | 6  | 3 | 2 | 0 | 1 | 4  | 2  | +2 |
| 3.   | Brasile       | 2  | 3 | 0 | 2 | 1 | 2  | 4  | -2 |
| 4.   | Italia        | 1  | 3 | 0 | 1 | 2 | 1  | 7  | -6 |

| Arbitro: | Margaret Domka |

|              |           |            |
| Amanda 90+2’ | Marcatori | 38’ Linari |

| Arbitro: | Dianne Ferreira-James |

|                          |           |  |
| Okobi 15’ Oparanozie 67’ | Marcatori |  |

| Arbitro: | Esther Staubli |

|                       |           |            |
| Giovanna Oliveira 87’ | Marcatori | 44’ Ordega |

| Arbitro: | Lucila Venegas |

|  |           |                                  |
|  | Marcatori | 54’ Lee Geum-min 56’ Jeon Eun-ha |

| Arbitro: | Qin Liang |

|  |           |                                    |
|  | Marcatori | 22’, 40’, 47’ Ordega 86’ Igbinovia |

| Arbitro: | Christine Baitinger |

|                      |           |  |
| Jeon Eun-ha 74’, 82’ | Marcatori |  |

### Gruppo C
| Pos. | Squadra        | Pt | G | V | N | P | GF | GS | DR  |
| ---- | -------------- | -- | - | - | - | - | -- | -- | --- |
| 1.   | Corea del Nord | 9  | 3 | 3 | 0 | 0 | 15 | 3  | +12 |
| 2.   | Norvegia       | 6  | 3 | 2 | 0 | 1 | 8  | 6  | +2  |
| 3.   | Canada         | 3  | 3 | 1 | 0 | 2 | 8  | 4  | +4  |
| 4.   | Argentina      | 0  | 3 | 0 | 0 | 3 | 1  | 19 | -18 |

| Arbitro: | Lucila Venegas |

|                                                             |           |                              |
| Yun Hyon-hi 15’, 40’ (rig.) Kim Un-hwa 72’ Kim Su-gyong 77’ | Marcatori | 23’ Hansen 54’ Ada Hegerberg |

| Arbitro: | Esther Staubli |

|  |           |                                                                        |
|  | Marcatori | 7’ (rig.) Zadorsky 20’ Sawicki 22’, 42’, 45+1’ Leon 86’ Charron-Delage |

| Arbitro: | Fadouma Dia |

|                                                                                 |           |  |
| Yun Hyon-hi 16’ Kim Un-hwa 26’, 30’, 41’, 45+2’, 56’ Kim Su-gyong 38’, 44’, 55’ | Marcatori |  |

| Arbitro: | Qin Liang |

|                                      |           |                |
| Ada Hegerberg 52’ And. Hegerberg 79’ | Marcatori | 44’ Richardson |

| Arbitro: | Nami Sato |

|                                                     |           |            |
| Haavi 25’ Hansen 70’ And. Hegerberg 85’ Skaug 90+3’ | Marcatori | 82’ Oviedo |

| Arbitro: | Pernilla Larsson |

|            |           |                                       |
| Exeter 12’ | Marcatori | 33’ Kim Un-hwa 78’ (rig.) Yun Hyon-hi |

### Gruppo D
| Pos. | Squadra     | Pt | G | V | N | P | GF | GS | DR |
| ---- | ----------- | -- | - | - | - | - | -- | -- | -- |
| 1.   | Germania    | 9  | 3 | 3 | 0 | 0 | 8  | 0  | +8 |
| 2.   | Stati Uniti | 4  | 3 | 1 | 1 | 1 | 5  | 4  | +1 |
| 3.   | Cina        | 4  | 3 | 0 | 1 | 2 | 2  | 5  | -3 |
| 4.   | Ghana       | 0  | 2 | 0 | 0 | 2 | 0  | 5  | -5 |

| Arbitro: | Teodora Albon |

|  |           |                                        |
|  | Marcatori | 20’ (aut.) Addai 50’, 74’, 90+2’ Hayes |

| Arbitro: | Ana Marques |

|                                                             |           |  |
| Lotzen 3’ Hegenauer 45’ Lin Yuping 74’ (aut.) Wensing 90+1’ | Marcatori |  |

| Arbitro: | Nami Sato |

|  |           |              |
|  | Marcatori | 90+1’ Magull |

| Arbitro: | Pernilla Larsson |

|           |           |               |
| Hayes 36’ | Marcatori | 19’ Shen Lili |

| Arbitro: | Abirami Apbai |

|  |           |                             |
|  | Marcatori | 35’, 53’ Lotzen 55’ Leupolz |

| Arbitro: | Dianne Ferreira-James |

|                |           |  |
| Zhao Xindi 35’ | Marcatori |  |

## Fase finale

### Tabellone
|  | Quarti di finale    | Quarti di finale    |                     |          | Semifinali                | Semifinali                |  |  | Finale              | Finale |
|  |                     |                     |                     |          |                           |                           |  |  |                     |        |
|  | 30 agosto - Tokyo   |                     |                     |          |                           |                           |  |  |                     |        |
|  |                     |                     |                     |          |                           |                           |  |  |                     |        |
|  | Nigeria             | 1                   |                     |          |                           |                           |  |  |                     |        |
|  | Nigeria             | 1                   | 4 settembre - Tokyo |          |                           |                           |  |  |                     |        |
|  | Messico             | 0                   |                     |          |                           |                           |  |  |                     |        |
|  | Messico             | 0                   | Nigeria             | 0        |                           |                           |  |  |                     |        |
|  | 31 agosto - Saitama |                     | Nigeria             | 0        |                           |                           |  |  |                     |        |
|  |                     | Stati Uniti         | 2                   |          |                           |                           |  |  |                     |        |
|  | Corea del Nord      | Stati Uniti         | 2                   | 1        |                           |                           |  |  |                     |        |
|  | Corea del Nord      |                     | 8 settembre - Tokyo | 1        |                           |                           |  |  |                     |        |
|  | Stati Uniti         | 2                   |                     |          |                           |                           |  |  |                     |        |
|  | Stati Uniti         | 2                   | Stati Uniti         | 1        |                           |                           |  |  |                     |        |
|  | 30 agosto - Tokyo   |                     | Stati Uniti         | 1        |                           |                           |  |  |                     |        |
|  |                     | Germania            | 0                   |          |                           |                           |  |  |                     |        |
|  | Giappone            | Germania            | 0                   | 3        |                           |                           |  |  |                     |        |
|  | Giappone            | 4 settembre - Tokyo |                     | 3        |                           |                           |  |  |                     |        |
|  | Corea del Sud       | 1                   |                     |          |                           |                           |  |  |                     |        |
|  | Corea del Sud       | 1                   | Giappone            | 0        | Finale per il terzo posto | Finale per il terzo posto |  |  |                     |        |
|  | 31 agosto - Saitama |                     | Giappone            | 0        | Finale per il terzo posto | Finale per il terzo posto |  |  |                     |        |
|  |                     | Germania            | 3                   |          |                           |                           |  |  |                     |        |
|  | Germania            | Germania            | 3                   | 4        | Nigeria                   | 1                         |  |  |                     |        |
|  | Germania            |                     |                     | 4        | Nigeria                   | 1                         |  |  |                     |        |
|  | Norvegia            | 0                   |                     | Giappone | 2                         |                           |  |  |                     |        |
|  | Norvegia            | 0                   |                     |          | 2                         |                           |  |  |                     |        |
|  |                     |                     |                     |          |                           |                           |  |  | 8 settembre - Tokyo |        |
|  |                     |                     |                     |          |                           |                           |  |  |                     |        |

### Quarti di finale
| Arbitro: | Abirami Apbai |

|                 |           |  |
| Oparanozie 109’ | Marcatori |  |

| Arbitro: | Teodora Albon |

|                               |           |                 |
| Shibata 8’, 19’ Y. Tanaka 37’ | Marcatori | 15’ Jeon Eun-ha |

| Arbitro: | Margaret Domka |

|                                       |           |  |
| Lotzen 5’, 20’ Leupolz 7’ Wensing 85’ | Marcatori |  |

| Arbitro: | Silvia Tea Spinelli |

|                  |           |                             |
| Kim Su-gyong 75’ | Marcatori | 52’ Di Bernardo 98’ Ubogagu |

### Semifinali
| Arbitro: | Esther Staubli |

|  |           |                    |
|  | Marcatori | 22’ Brian 70’ Ohai |

| Arbitro: | Lucila Venegas |

|  |           |                                    |
|  | Marcatori | 1’ Leupolz 13’ Marozsán 19’ Lotzen |

### Match per il terzo posto
| Arbitro: | Margaret Domka |

|                |           |                             |
| Oparanozie 73’ | Marcatori | 24’ Y. Tanaka 50’ Nishikawa |

### Finale
| Arbitro: | Pernilla Larsson |

|          |           |  |
| Ohai 44’ | Marcatori |  |

## Classifica marcatori
| Gol |  |  | Giocatore         | Squadra        |
| --- |  |  | ----------------- | -------------- |
| 7   |  |  | Kim Un-hwa        | Corea del Nord |
| 6   |  |  | Yōko Tanaka       | Stati Uniti    |
| 6   |  |  | Lena Lotzen       | Germania       |
| 5   |  |  | Kim Su-gyong      | Corea del Nord |
| 4   |  |  | Yun Hyon-hi       | Corea del Nord |
| 4   |  |  | Francisca Ordega  | Nigeria        |
| 4   |  |  | Jeon Eun-ha       | Corea del Sud  |
| 4   |  |  | Maya Hayes        | Stati Uniti    |
| 3   |  |  | Adriana Leon      | Canada         |
| 3   |  |  | Hanae Shibata     | Giappone       |
| 3   |  |  | Desire Oparanozie | Nigeria        |
| 3   |  |  | Sofia Huerta      | Messico        |
| 3   |  |  | Melanie Leupolz   | Germania       |

## Premi
Al termine del torneo sono stati assegnati questi premi:
| Pallone d'oro         | Pallone d'argento | Pallone di bronzo |
| --------------------- | ----------------- | ----------------- |
| Dzsenifer Marozsán    | Hanae Shibata     | Julie Ertz        |
| Scarpa d'oro          | Scarpa d'argento  | Scarpa di bronzo  |
| Kim Un-hwa            | Yōko Tanaka       | Lena Lotzen       |
| 7 goal                | 6 goal            | 6 goal            |
| Guanto d'oro          |                   |                   |
| Laura Benkarth        |                   |                   |
| Premio Fair Play FIFA |                   |                   |
| Giappone              |                   |                   |